# Amylomaize
Amylomaize là một thuật ngữ được đặt ra vào cuối những năm 1940 bởi Robert P. Bear of Bear Hybrids Corn Company ở Decatur, Illinois  để mô tả khám phá của ông và nhân giống thương mại một loại bột ngô có hàm lượng amyloza cao (> 50%), còn được gọi là tinh bột có hàm lượng amyloza cao . Việc phát hiện ra amylomaize xảy ra như một đột biến sinh học trong một dòng tự nhiên bình thường; từ đó một đột biến hoàn toàn một loại ngô (bắp) mới được phát triển.
Ứng dụng chủ yếu của tinh bột amylomaize là trong sản xuất nhựa phân hủy sinh học (hoặc nhựa sinh học). Nó cũng được sử dụng trong các lớp phủ có thể ăn được và tiêu hóa được. Thực phẩm mà các phi hành gia người Mỹ đầu tiên sử dụng trên các chuyến bay Apollo từ năm 1969 đến năm 1972 được phủ bằng màng amylomaize , để không có mảnh vụn nào có thể trôi nổi trong viên nang không gian.
Vài năm trước, Robert P. Bear đã phát hiện và báo cáo rằng ngô nếp (100% hàm lượng tinh bột amylopectin) cũng là kết quả của một đột biến. Sau khi được phát hiện và báo cáo, các đột biến ngô nếp được tìm thấy theo thứ tự cứ sau 30.000 quan sát.